# Русский биографический словарь

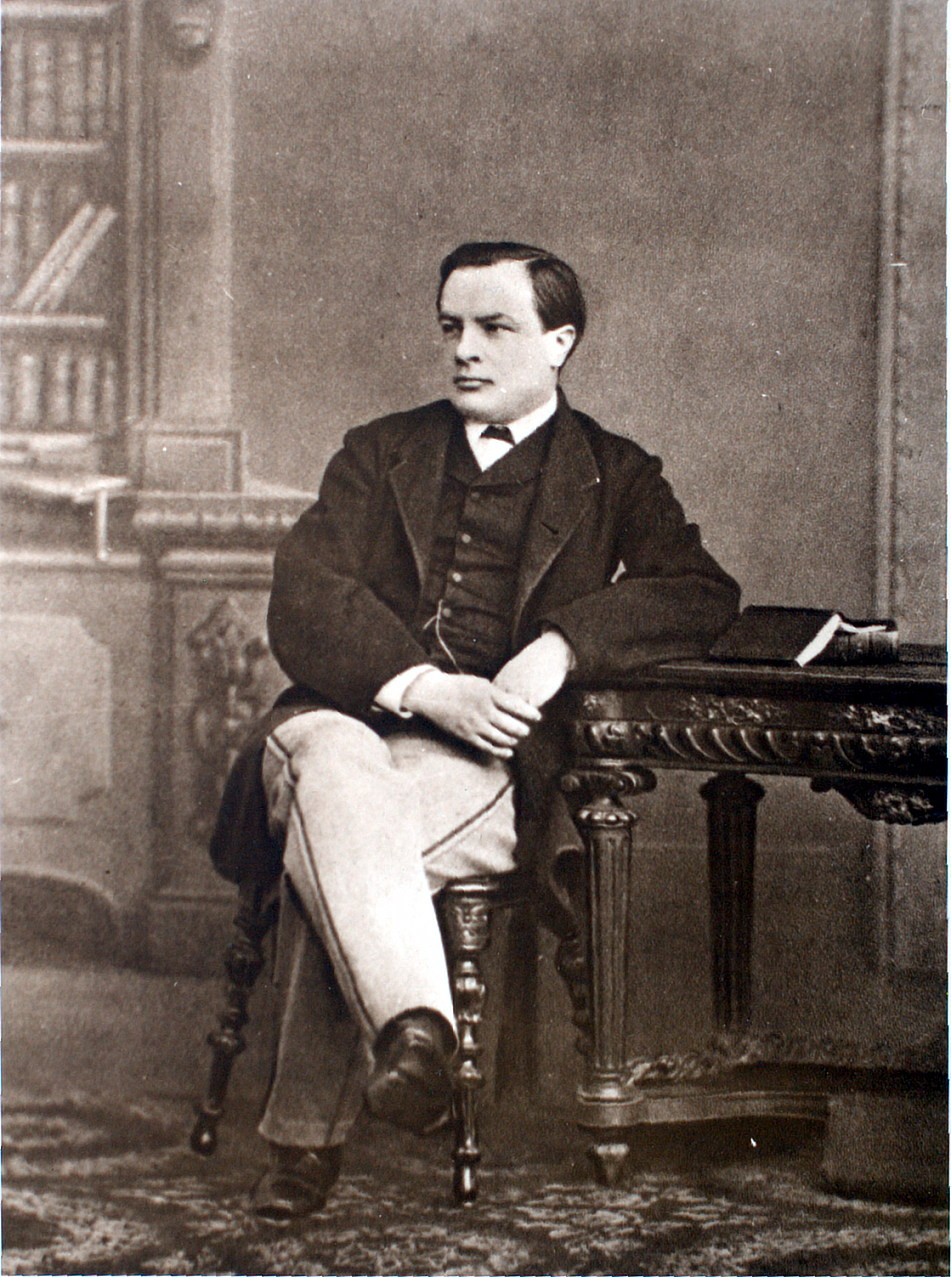
Фотография Александра Александровича Половцова

«Ру́сский биографи́ческий слова́рь» (сокр. РБС) — биографический словарь в 25 томах, издававшийся Санкт-Петербургским Императорским Русским историческим обществом под наблюдением его председателей А. А. Половцова, а затем великого князя Николая Михайловича с 1896 по 1918 год. За исключением тома 17, изданного уже Русским историческим обществом в 1918 году, находится в общественном достоянии. Один из самых полных биографических ресурсов на русском языке.

## История
Первоначально издание словаря планировалось в шести томах. Половцов, унаследовавший огромное состояние барона Штиглица, финансировал его из собственных средств. Техническую работу (финансовые и хозяйственные функции, ведение переписки) осуществлял сначала друг Половцова Г. Ф. Штендман, а с 1892 года эти обязанности были распределены между тремя редакторами: Штендманом (буквы А—И), Н. Д. Чечулиным (буквы К—О) и Н. П. Собко (буквы П—Ѵ). Тогда же определили хронологическую границу: в словарь включались лица, умершие не позднее 31 декабря 1892.
Был составлен «Азбучный указатель имён русских деятелей для Русского биографического словаря», включивший 60000 имён. После отбора для Словаря была оставлена примерно половина из них. Ввиду увеличения объёма был значительно расширен круг редакторов — до 12 человек.
Половцов, обременённый многочисленными служебными обязанностями, тем не менее считал своим долгом лично читать каждую корректуру, что замедляло выход томов в свет. Работами он руководил авторитарно, в переписке с редакторами был раздражителен и высокомерен, часто задерживал гонорары авторам.
После смерти Половцова были опасения, что печатание РБС прекратится, но новый председатель РИО великий князь Николай Михайлович добился того, чтобы финансирование осуществлялось из личных средств Николая II. Теперь редакторы получили полную самостоятельность и сами отвечали за свои тома, стали получать гонорары (при Половцове труд редакторов не оплачивался).
После Октябрьской революции финансирование Словаря прекратилось, но было возобновлено после ходатайства В. И. Вернадского и А. С. Лаппо-Данилевского. Работу вели семь редакторов: Н. В. Голицын, И. А. Кубасов, В. В. Майков, Б. Л. Модзалевский, С. В. Рождественский, Н. П. Чулков, В. В. Шереметевский. К началу 1919 были подготовлены все рукописи, успел выйти один том, а тома на буквы В и Н находились в вёрстке, но финансирование снова прекратилось. В сентябре 1920 было закрыто Русское историческое общество.

## Редакторы словаря
- Половцов, Александр Александрович (главный редактор 1896—1909)
- великий князь Николай Михайлович (главный редактор 1910—1918)
- Чулков, Николай Петрович
- Чечулин, Николай Дмитриевич
- Мусселиус, Владимир Васильевич
- Курдюмов, Михаил Григорьевич
- Витберг, Фёдор Александрович
- Кубасов, Иван Андреевич
- Адрианов, Сергей Александрович
- Модзалевский, Борис Львович
- Шумигорский, Евгений Севастьянович
- Платонов, Сергей Фёдорович
- Рождественский, Сергей Васильевич
- Руммель, Витольд Владиславович
- Собко, Николай Петрович

Тома под наблюдением Половцова (до его смерти в 1909 г.): тт. 1, 2, 3, 6, 7, 8, 9, 12, 14, 15, 18, 19, 21, 22.
Редакторы: т. 4—5 — Н. П. Чулков; т. 7 — Е. С. Шумигорский и М. Г. Курдюмов; т. 10 — Н. Д. Чечулин и М. Г. Курдюмов; т. 17 — Б. Л. Модзалевский.

## Тома
Издание не завершено, не появились тома на буквы В, Г (в границах Гогенлоэ — Гя), Е, М, Н, О (в границах Николай — Об), Т, У (в границах Ткачев — Фабер). В ГИМ хранится корректурный экземпляр одного из не вышедших томов (Вавила — Веселовский). Рукопись тома с окончанием буквы Т хранится в библиотеке ИМЛИ РАН. В 1887—1888 издан «Азбучный указатель имён русских деятелей для Русского биографического словаря» (в 2 ч.) со значительными дополнениями по кругу учтённых лиц. В настоящее время предпринято переиздание РБС с включением не вышедших томов.
1. Русский биографический словарь: Аарон — император Александр II / Изд. под наблюдением председателя Императорского Русского Исторического Общества А. А. Половцова. — Санкт-Петербург: тип. И. Н. Скороходова, 1896 [4]. — Т. 1. — 892, II с.
2. Русский биографический словарь: Алексинский — Бестужев-Рюмин / Изд. под наблюдением председателя Императорского Русского Исторического Общества А. А. Половцова. — Санкт-Петербург: тип. Главного упр. уделов, 1900 [2]. — Т. 2. — 796 с.
3. Русский биографический словарь: Бетанкур — Бякстер / Изд. под наблюдением председателя Императорского Русского Исторического Общества А. А. Половцова. — Санкт-Петербург: тип. Главного упр. уделов, 1908. — Т. 3. — 699 с.
4. Русский биографический словарь: Гааг — Гербель / Изд. под ред. Н. М. Чулкова. — Москва: тип. Г. Лисснера и Д. Собко, 1914 [2]. — Т. 4. — 494 с.
5. Русский биографический словарь: Герберский — Гогенлоэ / Изд. под ред. Н. М. Чулкова. — Москва: тип. Г. Лисснера и Д. Собко, 1916 [2]. — Т. 5. — 442 с.
6. Русский биографический словарь: Дабелов — Дядьковский / Изд. под наблюдением председателя Императорского Русского Исторического Общества А. А. Половцова. — Санкт-Петербург: тип. Товарищества «Общественная польза», 1905 [2]. — Т. 6. — 748 с.
7. Русский биографический словарь: Жабокритский — Зяловский / Изд. под наблюдением председателя Императорского Русского Исторического Общества А. А. Половцова; под ред. Е. С. Шумигорского и М. Г. Курдюмова. — Санкт-Петербург: тип. Гл. упр. уделов, 1897 [2]. — Т. 7. — 588 с.
8. Русский биографический словарь: Ибак — Ключарев / Изд. под наблюдением председателя Императорского Русского Исторического Общества А. А. Половцова. — Санкт-Петербург: тип. Гл. упр. уделов, 1897 [2]. — Т. 8. — 756 с.
9. Русский биографический словарь: Кнаппе — Кюхельбекер / Изд. под наблюдением председателя Императорского Русского Исторического Общества А. А. Половцова. — Санкт-Петербург: тип. Гл. упр. уделов, 1903 [2]. — Т. 9. — 708 с.
10. Русский биографический словарь: Лабзина — Ляшенко / Изд. Императорским Русским Историческим Обществом: под ред. Н. Д. Чечулина и М. Г. Курдюмова. — Санкт-Петербург: тип. Гл. упр. уделов, 1914 [2]. — Т. 10. — 846 с.
11. Русский биографический словарь: Нааке-Накенский — Николай Николаевич Старший / Изд. Императорским Русским Историческим Обществом. — Санкт-Петербург: тип. Гл. упр. уделов, 1914 [2]. — Т. 11. — 388 с.
12. Русский биографический словарь: Обезьянинов — Очкин / Изд. под наблюдением председателя Императорского Русского Исторического Общества А. А. Половцова. — Санкт-Петербург: тип. Гл. упр. уделов, 1902 [2]. — Т. 12. — 480 с.
13. Русский биографический словарь: Павел преподобный — Петр (Илейка) / Изд. под наблюдением председателя Императорского Русского Исторического Общества А. А. Половцова. — Санкт-Петербург: тип. И. Н. Скороходова, 1902. — Т. 13. — 745 с.
14. Русский биографический словарь: Плавильщиков — Примо / Изд. под наблюдением председателя Императорского Русского Исторического Общества А. А. Половцова. — Санкт-Петербург: тип. И. Н. Скороходова, 1910 [2]. — Т. 14. — 800 с.
15. Русский биографический словарь: Притвиц — Рейс / Изд. под наблюдением председателя Императорского Русского Исторического Общества А. А. Половцова. — Санкт-Петербург: тип. Императорской акад. наук, 1910 [2]. — Т. 15. — 560 с.
16. Русский биографический словарь: Рейтерн — Рольцберг. — Изд. Императорского Русского Исторического Общества. — Санкт-Петербург: тип. Императорской акад. наук, 1913 [2]. — Т. 16. — 438 с.
17. Русский биографический словарь: Романова — Рясовский / Изд. Русское историческое общество: под ред. Б. Л. Модзалевского. — Петроград: тип. Акц. О-ва «Кадима», 1918. — Т. 17. — 817 с.
18. Русский биографический словарь: Сабанеев — Смыслов / Изд. под наблюдением председателя Императорского Русского Исторического Общества А. А. Половцова. — Санкт-Петербург: тип. В. Демакова, 1904. — Т. 18. — 673 с.
19. Русский биографический словарь: Смеловский — Суворина / Изд. под наблюдением председателя Императорского Русского Исторического Общества А. А. Половцова. — Санкт-Петербург: тип. товарищества «Общественная польза», 1909. — Т. 19. — 608 с.
20. Русский биографический словарь: Суворова — Ткачев / Издательство Императорского Русского Исторического Общества. — Санкт-Петербург: тип. товарищества «Общественная польза», 1912. — Т. 20. — 600 с.
21. Русский биографический словарь: Фабер — Цявловский / Изд. под наблюдением председателя Императорского Русского Исторического Общества А. А. Половцова. — Санкт-Петербург: тип. В. Безобразова и К, 1901. — Т. 21. — 521 с.
22. Русский биографический словарь: Чаадаев — Швитков / Изд. под наблюдением председателя Императорского Русского Исторического Общества А. А. Половцова. — Санкт-Петербург: тип. И. Н. Скороходова, 1905. — Т. 22. — 642 с.
23. Русский биографический словарь: Шебанов — Шютц / Изд. Императорским Русским Историческим Обществом. — Санкт-Петербург: тип. Главного Упр. Уделов, 1911. — Т. 23. — 557 с.
24. Русский биографический словарь: Щапов — Юшневский / Изд. Императорским Русским Историческим Обществом. — Санкт-Петербург: тип. Главного Упр. Уделов, 1912. — Т. 24. — 365 с.
25. Русский биографический словарь: Яблоновский — Фомин / Изд. Императорским Русским Историческим Обществом. — Санкт-Петербург: тип. Главного Упр. Уделов, 1913. — Т. 25. — 493 с.

## Другие издания
В 1991—2003 гг. московское издательство «Аспект Пресс» выпустило репринтное издание словаря, на основе которого студией «Колибри» подготовлена онлайн-версия. Помимо 25 томов словаря, переизданы 2 тома «Азбучного указателя имён русских деятелей для Русского биографического словаря». Главной особенностью переиздания является выпуск 5 дополнительных томов, подготовленных по сохранившимся архивным материалам — рукописям авторов РБС и отпечатанным корректурным листам. Издание осуществлено под редакцией М. П. Лепёхина.

### Дополнительные тома
- Русский биографический словарь : Вавила — Витгенштейн. — М. : Аспект Пресс, 2000. — 529 с. — ISBN 5-7567-0102-8.
- Русский биографический словарь : Гоголь — Гюне. — М. : Аспект Пресс, 1997. — 605 с. — ISBN 5-7567-0079-X.
- Русский биографический словарь : Маак — Мятлева. — М. : Аспект Пресс, 1999. — 278 с. — ISBN 5-7567-0081-1.
- Русский биографический словарь : Николай I — Новиков. — М. : Аспект Пресс, 1998. — 279 с. — ISBN 5-7567-0081-1[3].
- Русский биографический словарь : Тобизен — Тургенев. — М. : Аспект Пресс, 1999. — 303 с. — ISBN 5-7567-0101-X.